# Bohler Tornacsarnok
A Bohler Tornacsarnok egy többfunkciós sportlétesítmény a Washingtoni Állami Egyetem pullmani campusán. Az 1928-ban a Rogers Sportpályával (ma a Martin Stadion része) szemben megnyílt csarnok háromezer fő befogadására alkalmas. A terem 1973 márciusáig a Washington State Cougars férfikosárlabda-csapatának otthona volt; a Beasley Amfiteátrum júniusban nyílt meg. Az utóbbi létesítményben történő 1987 januári áramkimaradás miatt a Bohlert újra megnyitották; a WSC és az Arizona Wildcats itt játszotta le kosárlabdameccsét.
Az 1946 októberében Fred Bohler vezetőedző nevét felvevő létesítményt 2000-ben felújították; ma a röplabdacsapat otthona.
Az 1941 márciusában zajló Pacific Coast Conference során a csarnok befogadóképessége 5600 fő, az 1970-es években pedig körülbelül 5000 fő volt.

## Fordítás
Ez a szócikk részben vagy egészben  a   Bohler Gymnasium című angol Wikipédia-szócikk ezen változatának fordításán alapul.  Az eredeti cikk szerkesztőit annak laptörténete sorolja fel. Ez a jelzés csupán a megfogalmazás eredetét és a szerzői jogokat jelzi, nem szolgál a cikkben szereplő információk forrásmegjelöléseként.